# Halicyclops calm
Halicyclops calm – gatunek widłonoga z rodziny Halicyclopidae. Nazwa naukowa tych skorupiaków została opublikowana w 2006 roku przez biologa Tomislava Karanovica. 